# فيسنتي فرنانديز (لاعب غولف)
فيسنتي فرنانديز (بالإسبانية: Vicente Fernandez)‏ هو لاعب غولف أرجنتيني، ولد في 5 أبريل 1946 في كورينتس في الأرجنتين.

## وصلات خارجية
- فيسنتي فرنانديز على موقع رابطة لاعبي الغولف المحترفين (الإنجليزية)
- فيسنتي فرنانديز على موقع رابطة أوروبا للاعبي الغولف المحترفين (الإنجليزية)
- فيسنتي فرنانديز على موقع رابطة اليابان للاعبي الغولف المحترفين (الإنجليزية)
- فيسنتي فرنانديز على موقع التصنيف العالمي الرسمي للغولف (الإنجليزية)
- فيسنتي فرنانديز على موقع إن إن دي بي (الإنجليزية)